# Ancemont
Ancemont é uma comuna francesa na região administrativa de Grande Leste, no departamento de Meuse. Estende-se por uma área de 13,3 km². Em 2010 a comuna tinha 558 habitantes (densidade: 42 hab./km²).